# Робертсон, Клайв
Клайв Глэдстон Робертсон (англ. Clive Robertson) родился 17 декабря 1965 года в графстве Уилтшир, Англия — британский актёр кино и телевидения, известный по роли Бена Эванса в телесериале «Любовь и тайны Сансет Бич».

## Биография
Клайв Робертсон родился в семье военного летчика-истребителя, поэтому большую часть своего детства он провёл в постоянных переездах, живя в Сингапуре, на Кипре и в Нидерландах. В возрасте восьми лет он переехал в Англию, чтобы поступить в школу-интернат в Гэмпшире. После окончания школы поступил в колледж Мальборо, где занимался лёгкой атлетикой, боксом, теннисом и гольфом, а также изучал Древне-Римскую историю.
После окончания колледжа Клайв Робертсон поступил в школу бизнеса в Оксфорде, где получил степень в области бизнеса и управления, необходимую для карьеры в сфере маркетинга, где он планировал заниматься дальше.
Во время путешествия по Восточной Африке Клайв решает попробовать свои силы в актёрской профессии. Поступив в Лондонскую театральную школу искусств, Робертсон впервые появляется на сцене в роли гея-математика Алана Тьюринга в пьесе «Нарушение кодекса».
Появление на телевидении в эпизодических ролях не даёт никаких результатов, и в 1996 году Клайв приезжает в отпуск в Голливуд. Пробыв здесь около трёх недель, он не получает ни одного предложения. За несколько дней до отъезда домой Клайв проходит кастинг в новый запускающийся сериал «Любовь и тайны Сансет Бич». В последний момент исполнительный продюсер Аарон Спеллинг утверждает его на одну из главных ролей. В течение следующих двух лет актёр играет таинственного и задумчивого Бена Эванса, а в середине сериала добавляется новый персонаж — брат-близнец Дерек, за игру которого Клайв получил много критики. В этот момент Робертсон подыскивает себе жильё и перебирается в Америку. За время съёмок «Сансет Бич» Клайв несколько раз номинировался на различные премии, в том числе на Soap Opera Digest Awards как «Лучший дебютант». Он также попал в список самых сексуальных актёров дневного телевидения.
После завершения съёмок в 1999 году, Клайв на время оставляет актёрскую профессию и работает оператором, писателем, продюсером. В это время он появляется в эпизодической роли доктора Хэнка Джонаса в приключенческом сериале V.I.P. (Девушки с характером) с Памелой Андерсон в главной роли. Год спустя Клайв появляется в канадском фантастическом сериале «Starhunter» в главной роли межпланетного охотника за головами Трэвиса Монтана, который закрылся, просуществовав два сезона.
В 2006 году Робертсон озвучивает одного из персонажей мультипликационного фильма «Гроза муравьёв», а также снимается в 62 эпизодах сериала «Нечестные жестокие игры» в роли Теодора Крауфорда. В 2008 году Клайв снимается в главной роли в телевизионном фильме «Безумные девчонки-агенты». В 2010 году снимается для видеоигры «Darkstar: The Interactive Movie». Оставив актёрскую профессию, Клайв занимается проектированием и строительством домов.

## Личная жизнь
В 1999 году Клайв женился на актрисе Либби Пурвис, с которой познакомился во время учёбы в Лондонской театральной школе искусств. Когда Клайв был утвержден на роль Бена Эванса в сериале «Сансет Бич», Либби переехала в Калифорнию вместе с ним. В 2003 году пара рассталась и вскоре развелась. У них двое детей — Александр и Амелия, родившиеся в октябре 2002 года. Сейчас Либби живёт вместе с ними в Австралии.
В сентябре 2007 года Робертсон женился во второй раз на Кэрин Антонини. Его жена — лингвист и создатель образовательной серии «Early Lingo», выпущенной на DVD-дисках. Их первый сын Криштиану родился в феврале 2010 года, второй — Николай — в августе 2012 года. Они живут в Лос-Анджелесе.

## Фильмография
| Год       |    | Русское название          | Оригинальное название                | Роль                    |
| --------- | -- | ------------------------- | ------------------------------------ | ----------------------- |
| 1992      | ф  | —                         | Topper                               | н/д                     |
| 1993      | тф | —                         | Cinderumplestiltskin                 | н/д                     |
| 1994      | с  | Чисто английское убийство | The Bill                             | констебль               |
| 1995      | тф | —                         | Before the Killing Star              | н/д                     |
| 1995      | ф  | —                         | Paparazzo                            | морской офицер          |
| 1995      | с  | Лондонский мост           | London Bridge                        | н/д                     |
| 1997—1999 | с  | Любовь и тайны Сансет Бич | Sunset Beach                         | Бен Эванс / Дерек Эванс |
| 2002      | с  | V.I.P.                    | V.I.P.                               | доктор Хэнк Джонас      |
| 2003—2004 | с  | Звёздный охотник          | Starhunter                           | Трэвис Монтана          |
| 2005      | ки | —                         | Medal of Honor: European Assault     | дополнительные голоса   |
| 2006      | мф | Гроза муравьёв            | The Ant Bully                        | оса Ховы                |
| 2006—2007 | с  | Нечестные жестокие игры   | Wicked Wicked Games                  | Теодор Крауфорд         |
| 2008      | ф  | Безумные девчонки-агенты  | Crazy Girls Undercover               | Деймон Арчер            |
| 2010      | ки | —                         | Darkstar: The Interactive Movie      | капитан Джон О’Нил      |
| 2010      | с  | —                         | The Official Walkthrough of Darkstar | капитан Джон О’Нил      |
| 2013      | ф  | —                         | Darkstar the Motion Picture          | капитан Джон О’Нил      |
| 2017—2018 | с  | Звёздный охотник          | Starhunter ReduX                     | Трэвис Монтана          |

## Награды и номинации
- 1998 — номинация на премию Soap Opera Digest Awards в категории «Лучший дебютант»
- 1998 — номинация на премию Soap Opera Digest Awards в категории «Лучшая пара» (совместно со Сьюзан Уорд)